# Fabrice Blévin
Fabrice Blévin (né le 15 avril 1970 à Saint-Brieuc,) est un coureur cycliste français,.

## Biographie
Fils de l'ancien cycliste professionnel Joël Blévin, il évolue au sein de l'équipe Mutuelle de Seine-et-Marne en 1996 et 1997, après y avoir été stagiaire. 
Une fois sa carrière terminée, Fabrice Blévin intègre l'encadrement de la formation Bretagne-Schuller. Il devient ensuite manager du nouveau club amateur La Crêpe de Brocéliande-BLC en 2018, dans le Morbihan.

## Palmarès
- 1988
  - Ronde des vallées
  - Penn Ar Bed
- 1994
  - 3e du Tour de Gironde
- 1995
  - Grand Prix U
  - 2e du Tour de Gironde
  - 2e du Trophée Mavic